# Tommaso Benvenuti

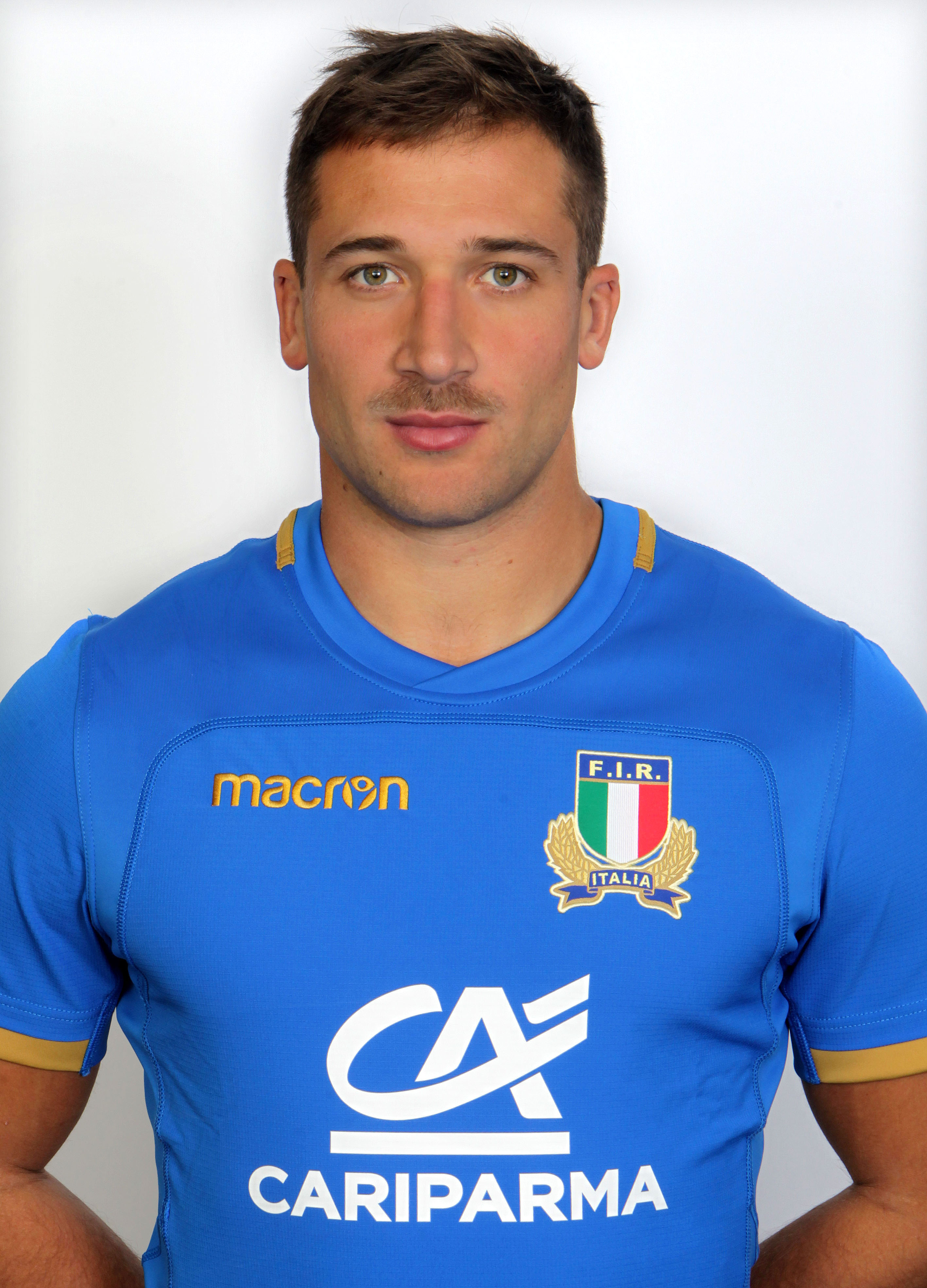

Tommaso Benvenuti (Vittorio Veneto, 12 de dezembro de 1990) é um futebolista italiano de rugby que atua principalmente como wing e joga na Benetton Rugby Treviso do euro–áfrica do sul Pro14. É internacional, com a Carreira em 2010.

## Carreira
Começa a jogar rugby com 6 anos, desde que seu pai e seus primos brincavam, nas categorias de base do Mogliano Rugby. Mas, aos 15 anos, se muda para as categorias de base da Benetton Treviso.
Quanto à sua trajetória com o Benetton Treviso, é curta, mas intensa, já que foi o primeiro computador a 29 de novembro de 2009 em Mestre na 8ª jornada do campeonato italiano contra o Venezia Mestre, disputando apenas um minuto na vitória por 28-6. Mas no jogo seguinte, contra o L'Aquila, já jogou 71 minutos como titular.
A grande explosão chegaria a 10 de abril de 2010, na 14.ª jornada, em que enfrentaram o Rugby Roma, quando Benvenuti estreou como artilheiro com 4 ensaios (em minutos 11, 20, 36 e 70 do jogo). No resto da temporada alternaría partidas como titular e como suplente, mas sempre como parte importante na consecução do objeto: Campeão-Taça de Itália-Copa Itália.
A temporada 2010-2011 não poderia começar melhor para Benvenuti, sendo titular indiscutível com a Benetton Treviso a Magners League e marcou o último ensaio na vitória contra os Scarlets em 4 de setembro de 2010. Mas não só isso, mas que no primeiro jogo que joga a Copa Heineken 2010-11 marcou dois tries perante os Leicester Tigers (mas o jogo termina com a derrota por 29-34).

## Seleção nacional
Foi convocado para a Azzurrini com a qual participou do Campeonato Mundial de Rugby Juvenil 2008.
Já para o Seis Nações 2009 é convocado para a seleção principal, mas não chega a estrear até o jogo contra a Argentina , em 13 de novembro de 2010 em Verona, jogando 75 minutos como titular.
No Torneio das Seis Nações de 2013, foi titular nos três primeiros jogos. No primeiro deles, contra a França, foi substituído por Gonzalo Canale no minuto 71. Suplente na quinta jornada, na histórica vitória italiana contra a Irlanda, entrou no minuto 66 substituindo Andrea Masi.

### Participações em Copas do Mundo
Participou de Nova Zelândia 2011 jogando todos os jogos como titular e foi selecionado para jogar em Inglaterra 2015.
| Mundial                        | Sede          | Resultado      | PJ | Tries |
| ------------------------------ | ------------- | -------------- | -- | ----- |
| Copa do Mundo de Rugby de 2011 | Nova Zelândia | Fase de grupos | 4  | 2     |
| Copa do Mundo de Rugby de 2015 | Inglaterra    | Fase de grupos | 3  | 0     |

## Palmarés
- Campeão do Top12 de 2009-10.
- Campeão da Supercopa da Itália de Rugby de 2009.
- Campeão do Troféu de Excelência de 2009-10.